# Lungești
Lungești est une commune roumaine située dans le județ de Vâlcea.